# Наморик

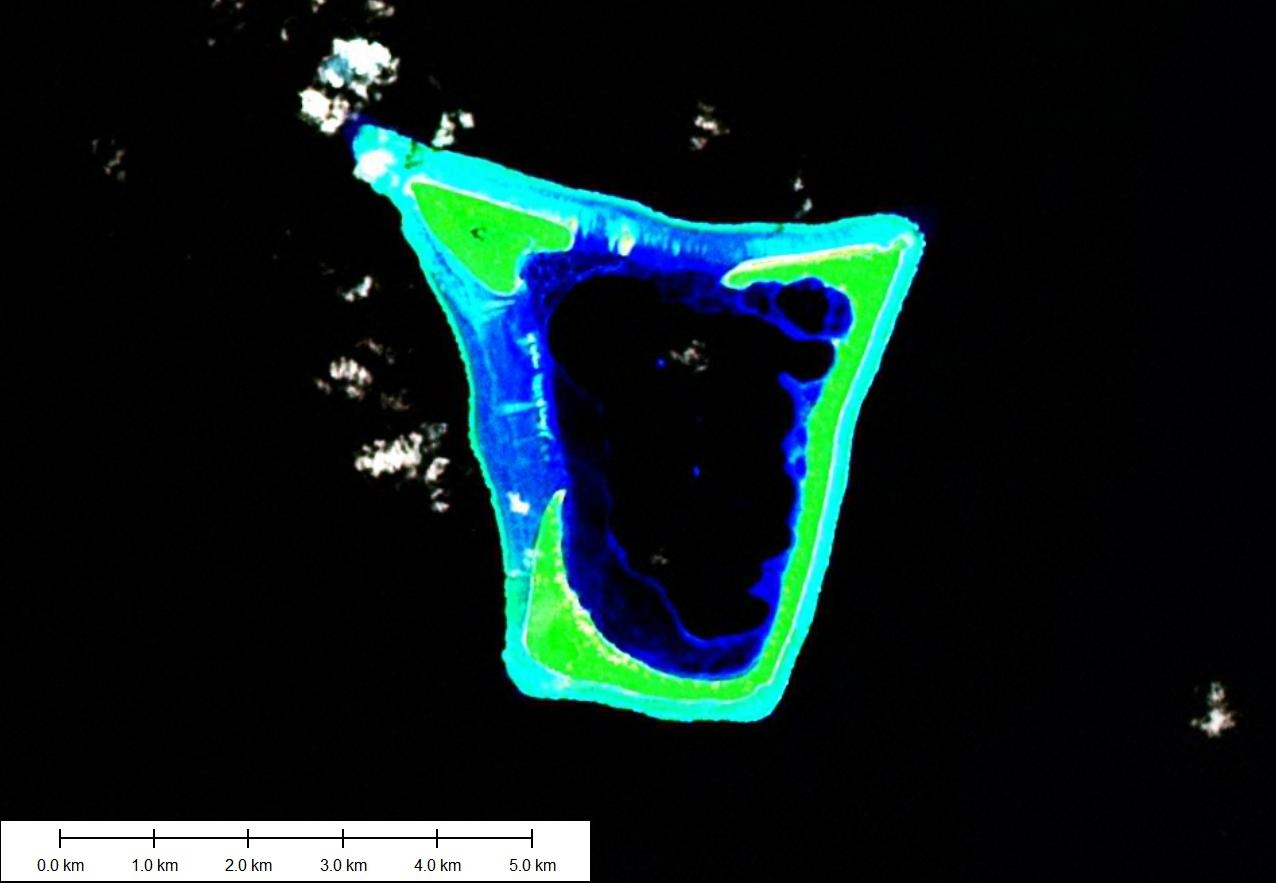
Атолл Намдрик (М 1:50,000)

Намдрик (Наморик) (англ. Namdrik, Namorik, марш. Nam̧dik [nʲæ͡ɑmˠ(ʌ͡ɛ)r̪ʲi͡ɯk]) — атолл из двух островов в Тихом океане в составе цепи Ралик (Маршалловы Острова). Площадь сухопутной части составляет 2,77 км², но прилегающая к нему лагуна имеет площадь 8,4 км².

## Население
В 2011 году численность населения атолла составляла 508 человек.